# Santo André (Portugal)
Santo André és una freguesia portuguesa del consell de Santiago do Cacém, amb 74,32 km² d'àrea i 10.696 habitants (2001). Pertany a la regió de l'Alentejo, al sud de Portugal. Densitat: 143,9 hab/km². Fou declarada ciutat el 2003, sota el nom de Vila Nova de Santo André.

## Patrimoni
- Església de Santa Maria da Graça (Santiago do Cacém), casa de Nostra Senyora de Graça i font de Nostra Senyora de Graça.